# گویش نیشابوری
گویش نیشابوری گویشی از زبان فارسی که در شهر و شهرستان نیشابور و مناطق پیرامونی آن، از جمله شهرستان فیروزه، شهرستان زبرخان، شهرستان میان‌جلگه، بخش کدکن و بخش بایگ رایج است. این گویش، که از گونه‌های گویشی زبان فارسی دری است؛ دارای پیشینه‌ای دیرینه، و پیوندی ژرف با زبان‌های ایرانی کهن (به ویژه زبان پارسی میانه) می‌باشد. گویش نیشابوری شباهت زیادی به گویش کوهسرخی دارد که گاهی یکی خطاب می‌شوند. نیشابور «کانون‌زیست‌بوم این گویش» در جایگاه مرکز علمی و شهری بزرگ و جریان‌ساز در خطه خراسان، نقش برجسته‌ای در پرورش اهل ادب، اندیشه و هنر داشته و گویش نیشابوری به عنوان یکی از گویش‌های بنیادی خراسان؛ همراه با هم‌تباری و پیوستگی دودمانی با گونه گویشی مردم جوین؛ با گونه‌های گویشی مردم شهرستان تربت حیدریه، و شهرستان کاشمر همگونی و پیوند دارد. گویش نیشابوری به خاطر نزدیکی بسیار به فارسی دری، از نگاه پژوهش‌های ادبی و مطالعات تطبیقی مرتبط با متون کهن فارسی، از فزایستگی شایانی برخوردار است به گونه‌ای که در تصحیح متون برجسته و کهن ادب فارسی از جمله منطق‌الطیر، اسرارالتوحید و چون این‌ها، از گنجینه زبانی و واژگانی این گویش بهره برده‌اند تا آنجا که برخی به مطابقت بیت به بیت سخن عطار و برگردان آن به گویش نیشابوری پرداخته‌ و برخی دیگر، آشنایی با این گویش و واژگان آن را مزیتی نسبی برای محقق ادبی می‌دانند.

نگاره‌ای از چند کتاب، نوشتار، فرهنگ‌نامه و مجموعه شعر به گویش نیشابوری یا دربارهٔ این گویش

## تبارشناسی
گویش نیشابوری، که پیشینه‌ای دیرینه و با زبان‌های ایرانی کهن، پیوندی ژرف دارد، از گونه‌های گویشی زبان فارسی دری است. ایران کلباسی گویش نیشابوری را در زمره گویش‌های منطقه خراسان و در گروه زبان‌های ایرانی نو جنوب غربی دسته‌بندی نموده است. اما بر پایه دیدگاه ایوانف (Gilbert Vladimir lvanov؛ خاورشناس روس در مقاله Notes on the ethnology of Khurasan منتشر شده در The Geographical journal در فوریه ۱۹۲۶م)؛ گویش نیشابور و جوین، تشکیل‌دهنده گروه گویشی شمالی خراسان است. او گویش‌های خراسانی را در سه گروه اصلی شمالی (نیشابور - جوین)، مرکزی (ترشیز - گناباد) و جنوبی (قائن - تون - بیرجند) تقسیم‌بندی نموده است.

## پیشینه
نوشتار محمد مقدسی (قرن چهارم هجری) دربارهٔ زبان مردم خراسان در کتاب احسن التقاسیم فی معرفة الاقالیم، یکی از اسناد قدیم مرتبط با گویش نیشابوری به‌شمار می‌آید. او دربارهٔ این گویش نوشته است: «زبان نیشابور (در میان شهرهای خراسان بزرگ)، رساتر و گیراتر است ولی آغاز واژه‌ها را کسره می‌دهند و آن را بهٔ اشباع می‌کنند، مانند: بیگو، بیشو و سین بی‌فایده می‌افزایند» مانند: بخردستی، بگفتستی بخفتستی و مانند آن‌ها. مقدسی در ادامه، حکایتی را در توصیف گویش‌های خراسان، نقل می‌نماید که از یاران معدانی شنیدم: یکی از شاهان خراسان، به وزیرش دستور داد مردانی از پنج منطقه اصلی خراسان را گِرد آورد. هنگامی که نوبت به سخن گفتن نیشابوری رسید، شاه گفت: این زبان، برای داوری خوب است. او همچنین؛ زبان مردم مرو را زبان وزارت و نامه‌نگاری دانست. در «احسن‌التقاسیم»، دربارهٔ گویش هرات، شهر اصلی دیگر خراسان، نیز توصیفاتی آمده و تصریح شده که این‌ها زبان‌ها [=گویش‌های] اصلی خراسانند [در بخش باختری] و دیگران پیرو ایشان هستند و از آن‌ها ریشه گرفته‌ند و به آن‌ها بازمی‌گردند. مثلا: زبان طوس و نسا نزدیک نیشابوری است.

## نظام آوایی
گویش نیشابوری دارای ۲۲ همخوان (=صامت؛ حرف بی‌صدا) و ۹ واکه (=مصوت، حرف صدادار) است. در این گویش، همخوان /ž/ (ژ) وجود ندارد و همخوان /h/ (ح)، حلقی است و مانند عربی تلفظ می‌شود در حالی که در لهجه تهرانی، چاکنایی است. همچنین سه واکه /ē/ و /ü/ و /ö/ در گویش نیشابوری کاربرد دارند که در فارسی معیار وجود ندارند.

### واکه‌ها
گویش نیشابوری دارای ۹ واکه (حرف صدادار یا مصوت) است.
| نمادآوایی | مشخصات آوایی                        | مثال | معنی            |
| --------- | ----------------------------------- | ---- | --------------- |
| /i/       | پیشین، بسته، گسترده                 | sir  | سیر خوراکی      |
| /ɑ/       | پیشین، باز، گسترده                  | zɑr  | زر (طلا)        |
| /e/       | پیشین، نیم‌باز، گسترده               | ser  | سیر (واحد وزن)  |
| /ö/       | پیشین، نیم‌بسته، گرد                 | zör  | زور             |
| /â/       | پسین، باز، گرد                      | fâl  | فال (قرعه)      |
| /ē/       | بلند (کشیده)، پیشین، نیم‌باز، گسترده | zēr  | زیر (پایین)     |
| /ü/       | پیشین، بسته، گرد                    | nür  | نور             |
| /o/       | پسین، نیم‌باز، گرد                   | mo   | من (ضمیر فاعلی) |
| /u/       | پسین، بسته، گرد                     | mu   | مو              |

گویش نیشابوری، دارای واکه‌های مرکب (دوگانه) ای است که در فارسی معیار وجود ندارند.
| واکه مرکب | نمونه (آوانویسی در گویش نیشابوری) | معنی    |
| --------- | --------------------------------- | ------- |
| [ew]      | sew                               | سیب     |
| [öw]      | bököw                             | بکوب    |
| [öy]      | xöy                               | ناراحتی |
| [ay]      | šayx                              | شِیخ     |
| [ǎy]      | dǎy                               | دیوار   |
| [aw]      | taw                               | تَب      |

همچنین، تاکنون؛ واج‌گونه(Allophone)هایِ واکه‌ای زیر، در گویش نیشابوری، شناسایی شده است:
- [:e] (= واج‌گونه /e/ و گونه کشیده آن؛ نمونه: پیچ ← در گویش نیشابوری: pe:č)
- [:ɑ] (= واج‌گونه /ɑ/ و گونه کشیده آن؛ نمونه: قهر ← در گویش نیشابوری: qɑ:r)
- [:o] (= واج‌گونه /o/ و گونه کشیده آن؛ نمونه: خَن‌پِشو (معنی: انباری) ← در گویش نیشابوری: :xanpešo)
- [ə] (= واج‌گونه /e/ یا /ɑ/ می‌باشد که در «خوشه آغازی کلمه»، به گونه «کسره اضافه» و موارد دیگر، کاربرد دارد؛ نمونه: خادت (معنی: خودت) ← در گویش نیشابوری: xǎdət | نمونه دیگر: زنِ خانه ← در گویش نیشابوری: zanə xɑnɑ)

### همخوان‌ها
گویش نیشابوری دارای ۲۲ همخوان (حرف بی‌صدا یا صامت) است.
| نمادآوایی | مشخصات آوایی                      | مثال          | معنی           |
| --------- | --------------------------------- | ------------- | -------------- |
| /p/       | دولبی، انفجاری (انسدادی)، بی‌واک   | pəlla] pella] | پله            |
| /b/       | دولبی، انفجاری (انسدادی)، واک‌دار  | bâq           | باغ            |
| /v/       | لب و دندانی، سایشی، واک‌دار        | vax           | وقت            |
| /f/       | لب و دندانی، سایشی، بی‌واک         | ferz          | فرز (چالاک)    |
| /t/       | دندانی، انفجاری (انسدادی)، بی‌واک  | tar           | تر             |
| /d/       | دندانی، انفجاری (انسدادی)، واک‌دار | dâq           | داغ            |
| /s/       | لثوی، سایشی، بی‌واک                | sâl           | سال            |
| /z/       | لثوی، سایشی، واک‌دار               | zan           | زن             |
| /š/       | لثوی، کامی، سایشی، بی‌واک          | šana          | شانه           |
| /j/       | لثوی، سایشی، واک‌دار               | [jarö[v       | جاروب          |
| /č/       | لثوی، کامی، انسدادی، سایشی، بی‌واک | čǎk           | چاک (پاره شده) |
| /y/       | کامی، روان، واک‌دار                | yak           | یک (عدد)       |
| /k/       | نرم‌کامی، انفجاری (انسدادی)، بی‌واک | kovly         | کولی           |
| /g/       | نرم‌کامی، انفجاری (انسدادی)، بی‌واک | gird          | گِرد            |
| /x/       | ملازی، بی‌واک، سایشی               | xali          | خالی           |
| /m/       | دولبی، خیشومی، واک‌دار             | mǎ            | ما (ضمیر جمع)  |
| /n/       | لثوی، خیشومی، واک‌دار              | nana          | مادر           |
| /l/       | لثوی، کناری، ناسوده، واک‌دار       | lomba         | چاق            |
| /ħ/       | حلقی، سایشی، بی‌واک                | ħaf           | هفت (عدد)      |
| /?/       | چاکنایی، انفجاری (انسدادی)، بی‌واک | abr?          | ابر            |
| /r/       | لثوی، غلتان (لرزشی)، واک‌دار       | da:ra         | دارد           |
| /q/       | ملازی، انفجاری (انسدادی)، واک‌دار  | qam           | غم             |

در این گویش، همخوان /ž/ (ژ) کاربرد ندارد و همه واژه‌هایی که در فارسی معیار دارای این همخوان (چه در اول یا وسط واژه) باشند با همخوان /j/ (ج) تلفظ می‌شوند، مانند: مُژده (možde در فارسی معیار)← ž(mojde در گویش نیشابوری). اما یک استثنا وجود دارد؛ هنگامی که همخوان j (ج) با همخوان v (و) همراه می‌شود ž (ژ) تلفظ می‌شود. مانند: وجدان (vojdǎn در فارسی معیار)←(voždǎn در گویش نیشابوری).

### فرایندهای واجی
بررسی و کاوش در ساخت آوایی گویش نیشابوری، نمایان‌گر ویژگی‌ها (دگرگونگی‌ها) یی است. تحولات (دگرگونی‌های) آوایی شناسایی شده در گویش نیشابوری، تا کنون، فرایندهای واجی همچون ابدال (جای‌گزینی)، اضافه (افزایش)، حذف (ستردگی) و قلب (واژگونگی) را در بر می‌گیرد. در ادامه، این فرایندهای آوایی به همراه یادکرد نمونه‌هایی از گویش نیشابور و معادل آن در فارسی معیار، معرفی می‌شود.

#### جای‌گزینی
ابدال (جای‌گزینی): تبدیل یک واحد زنجیری (واج یا واکه) به واحد زنجیری دیگر است. مانند دگرگونی در واژه‌های برگ [bɑrg] و محکم [mohkɑm] که در برخی گفتارها، تبدیل به بلک [bɑlk] و مخکم [moxkɑm] شده است. ویژگی‌هایی که تاکنون در زمینه فرایند واجی ابدال (جایگزینی) در گویش نیشابوری، شناسایی شده، در جدول‌های زیر می‌آید:
| نوع فرایند | توصیف                                     | نمونه (فارسی معیار)     | آوانویسی (گویش نیشابوری) |
| ---------- | ----------------------------------------- | ----------------------- | ------------------------ |
| ابدال ↓    | تبدیل /b/ به /p/                          | qobbe: قُبّه ←            | qo:ppɑ                   |
|            | تبدیل /b/ به /v/                          | tɑbɑr: تَبَر ←            | təvɑr                    |
|            | تبدیل /ă+b/ به /o+w/                      | xǎb: خواب ←             | xow                      |
|            | تبدیل /ɑ+b/ به /ɑ+w/                      | tɑb: تَب ←               | tɑw                      |
|            | تبدیل /j/ به /č/                          | mɑsjed: مسجد ←          | məsčid                   |
|            | تبدیل /j/ به /š/                          | mojtɑhed: مجتهد ←       | muštɑħed                 |
|            | تبدیل /t/ ب /d/                           | mɑtbɑx: مطبخ ←          | mədbɑx                   |
|            | تبدیل /g/ به /q/                          | lɑgɑd: لَگد ←            | ləqɑt                    |
|            | تبدیل همگونی /d/ به /t/                   | bɑd-tɑr: بَدتر ←         | bəttɑr                   |
|            | تبدیل همگونی /d/ به /j/                   | bɑd-jur: بَدجور ←        | bɑjjur                   |
|            | تبدیل /r/ به /l/                          | divǎr: دیوار ←          | defǎl                    |
|            | تبدیل /z/ به /j/                          | zešt: زشت ←             | jišt                     |
|            | تبدیل /ɑ+f/ به /ɑ+w/                      | kɑfš: کفش ←             | kɑwš                     |
|            | تبدیل /ž/ به /j/                          | može: مُژه ←             | mujɑ                     |
|            | تبدیل /v-j/ به /v-ž/                      | vojdǎn: وجدان ←         | voždǎn                   |
|            | تبدیل /q/ به /x/                          | vɑqt: وقت ←             | vɑx                      |
|            | تبدیل هم‌گونی /k/ به /q/ در مجاورت دو کلمه | yek - quri: یک قوری ←   | yɑq-qöri                 |
|            | تبدیل /k/ به /g/                          | bǎnk: بانک ←            | bǎng                     |
|            | تبدیل /g/ به /k/                          | gošǎd: گشاد ←           | košǎd                    |
|            | تبدیل /m/ به /n/                          | mohɑmmd ʔɑli: محمدعلی ← | mɑndɑli                  |
|            | تبدیل /n/ به /m/                          | tonbǎn: تنبان (شلوار) ← | :tombo                   |
|            | تبدیل /v/ به /f/                          | divǎr: دیوار ←          | defǎl                    |
|            | تبدیل /v/ به /y/                          | dovvom: دوم ←           | duyyom                   |
|            | تبدیل /h/ به /b/                          | mostɑrǎh: مستراح ←      | mo:storǎb                |
|            | تبدیل /y/ به /r/                          | pǎ-šuye: پاشویه ←       | pǎ-šörɑ                  |

| نوع فرایند | توصیف                                                                          | نمونه (فارسی معیار) | آوانویسی (گویش نیشابوری) |
| ---------- | ------------------------------------------------------------------------------ | ------------------- | ------------------------ |
| ابدال ↓    | تبدیل /ɑ/ به /ə/                                                               | gɑndom: گندم ←      | gəndum                   |
|            | تبدیل /ə/ به /ɑ/ در واژه‌های پایان‌یافته به /e/                                  | nǎme: نامه ←        | nǎmɑ                     |
|            | تبدیل /ǎ/ به /o/                                                               | nǎn: نان ←          | no(n)                    |
|            | تبدیل /ǎ/ به /ɑ/ هنگامی که واج /ǎ/ پیش از /n/ قرار گیرد                        | xǎne: خانه ←        | xɑnɑ                     |
|            | تبدیل /ǎ/ به /ɑ/ در آغاز هجا یا واژه؛ هنگامی که پس از آن همخوان+واکه قرار گیرد | âtɑš?: آتش ←        | ɑtɑš?                    |
|            | تبدیل /ǎ/ به /ɑ/ چنانچه حرف دوم هجا باشد                                       | bâzi: بازی ←        | bɑzi                     |
|            | تبدیل /i/ به /e:/ (یاء مجهول)                                                  | mix: میخ ←          | me:x                     |
|            | تبدیل /o/ به /u/                                                               | gofte: گفته ←       | guftɑ                    |
|            | تبدیل /i/ به /e/                                                               | pišǎni: پیشانی ←    | pešɑni                   |
|            | تبدیل /ǎn/ به /vo/                                                             | heyvǎn: حیوان ←     | ħɑyvo                    |
|            | تبدیل /ɑf/ به /ɑw/                                                             | ɑfsǎr: افسار ←      | ɑvsǎr                    |

#### افزایش
اضافه (افزایش): افزوده شدن یک واحد زنجیری (واج یا واکه) به زنجیره گفتار است چنان‌که هر گاه در ترکیب آواها با هم، نوعی همنشینی بین واحدهای زبانی به وجود آید که بر پایه طبیعت آوایی زبان، ثقیل یا برخلاف نظام آوایی به‌شمار آید؛ برای رفع این ناهمخوانی و ناهماهنگی، یک واحد زنجیری به زنجیره گفتار، افزوده می‌شود. مانند افزوده شدن واکه [i] در واژه شهریار (ترکیب یافته از شهر + یار)، بدین گونه: [šɑhriyǎr] ← [šɑhryǎr] ویژگی‌هایی که تاکنون در زمینه فرایند واجی اضافه (افزایش) در گویش نیشابوری، شناسایی شده، در جدول‌های زیر می‌آید:
| نوع فرایند | توصیف                                                                   | نمونه (فارسی معیار)     | آوانویسی (گویش نیشابوری) |
| ---------- | ----------------------------------------------------------------------- | ----------------------- | ------------------------ |
| افزایش ↓   | /d/ در برخی از واژه‌های مختوم به /n/                                     | nešiman: نشیمن ←        | nəšimand                 |
|            | افزایش همخوان /n/ در میان همخوان و واکه در برخی از واژه‌های مختوم به /d/ | čidan: چیدن ←           | čindan                   |
|            | افزایش حرف پیوند /vo/ در میان ضمیرهای شخصی هم‌پایه                       | mɑn vɑ to: من و تو ←    | mo-vo-tö                 |
|            | گاهی؛ افزایش میانجی /ǎy/ در میان ضمیر مشترک و ضمیر شخصی (گاهی اوقات)    | bǎ ?u boro: با او برو ← | xǎd-ǎy-o-börö            |
|            | گاهی؛ افزایش پیشوند صرفی /b/ به آغاز فعل‌های ماضی ساده                   | rɑftɑm: رفتم ←          | bərɑftom                 |

#### ستردگی
حذف (ستردگی): حذف شدن یک واحد زنجیری (واج یا واکه) از زنجیره گفتار است. چنان‌که هر گاه در ترکیب آواها با هم، نوعی همنشینی بین واحدهای زبانی به وجود آید که بر پایه طبیعت آوایی زبان، ثقیل یا برخلاف نظام آوایی به‌شمار آید؛ برای رفع این ناهمخوانی و ناهماهنگی، یک واحد آوایی از زنجیره گفتار، حذف (سترده) می‌شود. مانند سترده شدن همخوان [t] و [m] در واژه‌های رختکن و چشم، بدین گونه: [rɑxkɑn] ← [rɑxtkɑn](= رَخکَن)، [čɑš] ← [čɑšm] (چَش) ویژگی‌هایی که تاکنون در زمینه فرایند واجی حذف (ستردگی) در گویش نیشابوری، شناسایی شده، در جدول‌های زیر می‌آید:
| نوع فرایند | توصیف                                             | نمونه (فارسی معیار)        | آوانویسی (گویش نیشابوری)   |
| ---------- | ------------------------------------------------- | -------------------------- | -------------------------- |
| حذف ↓      | حذف /d/ در شاخص‌ها؛ در گروه اسمی                   | ostǎd ?ɑkbɑr?: استاداکبر ← | ɑstɑ ?ɑkbɑr? یا ɑst-ɑkbɑr? |
|            | گاهی؛ حذف /ǎ/ در شاخص‌ها؛ در گروه اسمی             | mirzǎ ?ɑhmɑd: میرزااحمد ←  | mirz ?ɑħmɑd                |
|            | حذف /ǎ/ از واژه‌ها و نام‌های ویژه                   | mohɑmmɑd-?ɑli: محمدعلی ←   | mɑndɑli                    |
|            | حذف /n/ از ضمیر اول شخص مفرد                      | mɑn: من ←                  | mo                         |
|            | حذف همخوان پایانی /d/ قرار گرفته پس از همخوان /n/ | čɑnd: چند ←                | čɑn                        |
|            | حذف همخوان پایانی /h/                             | čǎh: چاه ←                 | :čɑ                        |
|            | حذف همخوان پایانی /d/ در برخی واژه‌ها              | gusfɑnd: گوسفند ←          | gösband)gösfɑn)            |

#### واژگونگی
قلب (واژگونگی): دو همخوان در ترکیب بر اثر همنشینی، جای خود را با یکدیگر عوض می‌کنند، به گونه‌ای که همخوان نخستین، جای دومین را می‌گیرد و همخوان دومین به جای نخستین می‌نشیند. مانند جابجایی همخوان [b] و [r] در واژه کبریت، بدین گونه: کبریت [kebrit] دگرگون می‌شود به: کربیت [kerbit]. نمونه‌ای از فرایند واجی قلب (ستردگی) در گویش نیشابوری، در جدول زیر می‌آید:
| نوع فرایند | توصیف                              | نمونه (فارسی معیار) | آوانویسی (گویش نیشابوری) |
| ---------- | ---------------------------------- | ------------------- | ------------------------ |
| قلب ↓      | جابجایی همخوان /f/ و /l/ با یکدیگر | gofl: قفل ←         | golf                     |
|            | جابجایی همخوان /b/ و /l/ با یکدیگر | gɑrbil: غربیل ←     | gəlber                   |
|            | جابجایی همخوان /l/ و /n/ با یکدیگر | lɑ?nɑt: لعنت ←      | nɑ?lɑt                   |
|            | جابجایی همخوان /r/ و /x/ با یکدیگر | estɑxr?: استخر ←    | estɑrx?                  |

و گاه چند مرحله دگرگونی آوایی و فرایند واجی را مشاهده می‌نماییم به عنوان نمونه: یکی از معانی و مصداق واژه «تلخ» [tɑlx] در گویش نیشابوری «استخر» می‌باشد. استخر [estɑxr?] در فارسی معیار، در پی فرایند واژگونگی (قلب) به [estɑrx?] و در جریان فرایند جای‌گزینی (ابدال) به [estɑlx?] و سرانجام با عملکرد فرایند ستردگی (حذف) به [tɑlx] دگرگون (روان‌سازی) گردیده است.

## نظام ساختواژه‌ای
ساختواژه (Morphology)، دانش و فنی است که به بررسی ساختمان درونی واژه‌ها می‌پردازد و تغییرات نظام‌مند در صورت واژه‌ها که سبب تغییر معنی واژه می‌شود را بررسی می‌نماید. در گویش نیشابوری، برخی عناصر ساختواژه‌ای، کاربرد دارد که دارای دگرگونگی‌هایی می‌باشند یا فارسی معیار (امروز) وجود ندارند یا بسیار کم کاربردند. ذاکرالحسینی در پژوهشی، به بازشناسی چند پسوند اسم‌ساز یا صفت‌ساز در گویش نیشابوری پرداخته است که عبارتند از:
- ـوک [ök-] (واو مجهول + کاف تازی): پسوند برای اسم‌ها و اصوات؛ صفت نسبی می‌سازد. نمونه: بادوک [bǎdök] به معنی خودپسند و پرافاده؛ گیلوک [gilök] به معنی گل‌آلود؛ ترسنوک [tərsənök] به معنی ترسو.
- له [lɑ-] (لام مفتوح +های غیرِ ملفوظ): پسوند برای اسم‌ها؛ صفت نسبی می‌سازد؛ نمونه: اوله [ɑvla] به معنی آبله و تاول (منسوب به آب)؛ چیکله [čikəla] به معنی قطره (منسوب به چیک: صدای افتادن قطره).
- ـیخ [ix-] (مصوت معلوم یاء + خای معجمه): پسوند برای اسم‌ها؛ به معنای شباهت؛ صفت می‌سازد؛ نمونه: پتّیخ [pəttix] به معنی آشفته، ماننده به «پَت» که در گویش نیشابوری به معنی نخ درهم‌پیچیده و مانند آن است؛ تریخ [tərix] به معنی راست‌ایستاده؛ ماننده به «تیر».
- ـاو [ǎv-] (مصوت الف + واو صامت): پسوند صفات دال بر عیب و نقصان؛ صفت (به معنای شباهت) می‌سازد؛ نمونه: کرّاو [kɑrrǎv] به معنی کَرگونه، مانند کَر؛ لنگاو [langǎv] به معنی لَنگ‌گونه.
- ـنا [nǎ-] (نون + مصوت الف): پسوند برای صفت؛ اسم می‌سازد؛ نمونه:اینجنا [injena] به معنی اینجا تنگنا [tangənǎ] به معنی جای تنگ؛ سوزنا [sovzənǎ] به معنی سبزه.[۳۶]

## گنجینه واژگان
گویش نیشابوری، با پیشینه‌ای کهن، که تاریخ این بوم گواه گویای آن است، شمار فراوانی از واژگان اصیل فارسی را در گذر دوران‌ها پاسداری نموده و به روزگار ما آورده بسیاری از واژه‌های گویش نیشابوری را در فرهنگ‌ها و متون کهن پارسی و همچنین ریشه بسیاری را در زبان‌های ایران کهن، توان یافت که از اصالت این گویش، حکایت می‌نماید. در یک بررسی تطبیقی (در راستای کاوش و بازیابی واژگان گویش نیشابوری در زبان پهلوی بر پایه واژه‌های پهلوی یادشده در فرهنگ معین)؛ واژه‌های پهلوی که با همان تلفظ در گویش نیشابوری؛ زنده، رایج و کاربردی می‌باشند، استخراج گردیده است. در اینجا چند مورد از این واژه‌ها به عنوان نمونه می‌آید: (انگوشت [ɑngušt])= انگشت (در فارسی امروز)؛ (بُر [bör])= بور، سرخ؛ (بریشته [brištɑh])= برشته، بریان‌شده، بوداده؛ (پوشت [pušt])= پشت؛ (توروش [turuš], [təruš])= ترش؛ (جو [jɑw])= جُو؛ خرُس [xrös])= خروس؛ (دیل [dil])= دل؛ (گُش [göš])= گوش؛ (گوفتن [guftɑn])= گفتن؛ (رختن [rextɑn])= ریختن؛ (گیرد [gird])= گِرد. همچنین چندی از واژه‌های یادشده در متون کهن فارسی که عیناً یا با تفاوت اندکی در گویش نیشابوری نیز رایج است در زیر می‌آید:
- لغت فرس اسدی طوسی: پخچ (پهن شده)، شخ (زمین سخت و محکم)، کروک (مرغ آمادهٔ تولید مثل).
- فرهنگ قواس: سُفچَه (خربزه نارس)، بَلک (برگ)، شمه (چربی شیر).
- ترجمه تفسیر طبری: جمنده (جنبنده)، سولاخ، سیلاخ (سوراخ)، مَزَغ (غورباقه).
- تفسیر ابوبکر عتیق نیشابوری: زِوَر (زبر، بالا)، هنو (هنوز)، سَوز، سُوز (سبز).
- آثار مولوی: دینَه (دیروز)، خزینه (خزانه و حمام بدون دوش)، چینه (دانه مرغان).
- ترجمه قرآن قدس: شَو، شُو (شب)، وِر درخت (بر درخت)، واز (باز).
- برهان قاطع: اَخکوک (زردآلوی نارس)، گَو (گودال)، پوز (لب و دهان).
- کشف‌الاسرار میبدی: اوسانه (افسانه)، دختر اندر (دختر ناتنی)، خنب (خم).
- آثار عطار نیشابوری: بَرغ (بند جلوی آب، سد)، داو (نوبت بازی)، رخت (جامه و لباس).
- کلیله و دمنه: کت (تخت)، سِلَه (سبد).
- تاریخ بیهقی: دینه (دیروز)، لقوه (لرزش اندام).
- اسرارالتوحید، محمد بن منور: خیک (پوست حیوان که در آن ماست و دوغ ریزند)، وِرگوفتَن (گفتن)، بَختَه (گوسفند نر).[۴۰]

وجود چندین واژه برای افاده یک معنی (یا یک حوزه مرتبط معانی)، یکی دیگر از نمودهای پُرمایگی گنجینه واژگان گویش نیشابوری است. به عنوان نمونه؛ در این گویش برای اراده «قاچ» به معنای یک برش از میوه، به جز «قاچط» و «قاش» که ترکی است، پنج کلمه فارسی هم کاربرد دارد: الیف [ɑlif](=الف؛ برای قاچ باریک)، پله [pəlla] (برای قاچ بزرگ؛ دربرگیرنده نیمی از میوه)، تریشه [trišɑ] (برای قاچ بسیار نازک)، تلواش [tɑlvǎš] (برای مطلق قاچ) و فال [fǎl] (برای مطلق قاچ). نمونه دیگر: برای قسمت‌های مختلف چهره، واژه‌های ویژه‌ای وجود دارد: بوک [buk] (به معنای لپ)، چغند [čəqond] (به معنای فک)، ریک [rik] (به معنای فرجه دهان)، زبک [zəbɑk] (به معنای قسمت داخلی لپ) و لوپ [lup] (لپ).
واژه‌های پرشماری نیز هست که در فرهنگ‌ها و متون نیامده یا در فارسی امروز، متروک گردیده؛ اما در گویش نیشابوری، رایج و پرکاربرد است، چند نمونه از این جمله، در زیر می‌آید:
- آغشگه [ǎqəšgɑ]: پنجره و دریچه کوچک. جزء اول آن «آغش»(=آغوش) است.
- اخاد [ɑxǎd]: همراه با (معیت). جزء دوم این کلمه «خاد» (=خود) و جزء اول آن ممکن است پیشوند نفی باشد.
- الیفچ [ɑlifč?]: نوچ و چسبناک.
- اندر [ɑndɑr]: «ناتنی» (در ترکیب [مانند خُوراندر xowɑr-ɑndɑr به معنی خواهر ناتنی و ماراندر mɑr-ɑndɑr به معنی مادر ناتنی] و غیر ترکیب)
- بیختنه [bextənɑ]: نزدیک. مرکب از بیخ + تن + ه. واژه‌های بیخ [bex] و بیخت [bext] نیز به همین معنی است.
- بنچه [bončɑ]: دسته‌ای از چیزی (مانند دسته‌ای اسکناس).
- پرپری [pərpəri]: پروانه.
- تیار [tiyǎr]: درست و آماده.
- زینه [zinɑ] و پزینه [pɑzinɑ]: پله و پلکان.
- سفچه [səfča]: خربزه نارسیده.
- اشکاف [eškǎf](=شکاف): کمد داخل دیوار (کمد دیواری).
- حج دو دو [hɑj-dɑv-dɑv]: سوسک چالاک و سریع‌السیر.
- دس‌خوشک [das-xušk]: خسیس.
- فغوو [fəqqɑvu]: مارمالاد انگور.
- کلیک [kəlik]: انگشت کوچک. [کلیکی: انگشتر][۴۱]

## اصطلاحات و مثل‌ها
گویش نیشابوری، در جایگاه زبان گفتاری باشندگان بومی که یکی از کانون‌های بزرگ فعالیت‌های ادبی زبان و ادب فارسی در خراسان بوده و در روزگار ما، به عنوان مهد علم، اندیشه، ادب و فرهنگ؛ قطب فرهنگی مهم و شهری تأثیرگذار در فرهنگ و ادب ایران‌زمین با سرمایه‌های سترگ فرهنگی؛ چشمه‌گاه پُرمایه دستان‌ها، پندها، ضرب‌المثل‌ها، اصطلاحات، کنایات، استعارات و تشبیهاتی است که از دیدگاه بلاغت، ارزشمند و شایان؛ و پاسدارنده فرهنگ عامه و ادبیات شفاهی نیشابور خراسان که پاره‌ای از سپهر فرهنگی و ادبی ایران بزرگ است، می‌باشد. در زیر نمونه‌های از داشته‌های گویش نیشابوری در این زمینه می‌آید:
- از گُلو هَم بِدَر رِفتَن (از گلوی هم بیرون آمدن): با هم کنار آمدن و از عهده هم برآمدن.
- خُو گِرَوْ نِکیدَن (خواب گرو نکردن): کنایه از اعتماد نکردن.
- پوشت چَشُم تِنوک کیدن (= پشت چشم تنک کردن): کنایه از ناز و غمزه چشم به هنگام فخر فروشی و به خود بالیدن.
- بند تُمبو کُتا (=بند تنبان کوتاه): آدم بی‌ظرفیت، تنگ‌ظرف.
- چُوْلَه‌غْزَکْ (=مترسک): شخص لاغر و ضعیف.[۵۰]
- از اگر کینْگَر به عمل میَه (= از اگر کنگر به عمل می‌آید): نزدیک به مثل مشهور «در اگر، نتوان نشست».
- دست شیگیستَه کار مِنَه، دیل شیگیسته نِه: دست شکسته کار می‌کند اما دل شکسته کار نمی‌کند.
- دِ پای کوه بِیْشینی، کوه تُمُم مِرَه (= به پای کوه بنشینی، کوه تمام می‌شود): کارهای بزرگ و مهم، با صبر و مداومت به انجام می‌رسند.
- جینس خُب مشتریشَه جِغْ مِنَه (= جنس خوب، مشتری‌اش را صدا می‌زند): کالای خوب، نیازی به تبلیغ و تعریف ندارد.
- مَدبَخ کی چرب بَشَه، کِیوَنی جلته (= مطبخ که چرب باشد، خدمتکار چابک است): وقتی پول داشته باشی، خدمتکاران و دوستان، مطیع تو خواهند بود.
- اُو دَر خَنَه گیلوکَه، دختر هَمسَیَه خیلوکَه [یا فیشوکه] (= آب در خانه گل آلود است، دختر همسایه آب بینی اش سرازیر): کنایه از اینکه وقتی آشنا هست، چرا غریبه.
- گوزُم دایَه جَوزُم مَیَه(= گوز (باد معده) داده است و گردو می‌خواهد) کنایه از فردی که کاری اشتباه انجام داده است ولی قبول نمی‌کند و طلب کار است.
- دِ خَنَه نِدَروم اشکینَه، گوزوم چُنار رَ می‌شْکینَه(= در خانه اشکنه (نوعی غذای محلی) ندارد، ولی باد معده‌اش چنار را می‌شکند): کنایه از اینکه چیزی برای گفتن ندارد ولی ادعایش زیاد است.[۵۱]

## ویژگی‌ها
در نگاهی هماییک؛ گویش نیشابوری را -به عنوان یکی از گویش‌های زبان فارسی- گونه زبانی ارزشمند برای فراهم نمودن بخشی از نیازمندی‌های بنیادی زبان و ادبیات فارسی دانسته‌اند و برای این گویش، ویژگی‌هایی را برشمرده‌اند که عبارتند از:
- پاسداری و نگهداری از فراگویی‌ها (تلفّظ‌ها) ی درست و کهن، همچون: مراعات دقیق «واو معلوم و مجهول» و «یاء معلوم و مجهول». مثال: شیر [šir] (مایع نوشیدنی) و شیر [šěr] (حیوان درنده). یاء مجهول در کشورهای فارسی‌زبان تاجیکستان و افغانستان، رایج است.[۵۲]
- پاسداری و نگهداری از عناصر دستوری فراموش شده در زبان فارسی، همچون: «ـوک» (پسوند نسبت). مثال: گیلوک (= گل‌آلود)، چپوک (= چپ‌دست)، اخموک (اخمو).
- پاسداری و نگهداری واژه‌هایی که در فارسی امروز، رایج نیست اما در فرهنگ‌های فارسی ضبط شده. مانند: سربَرغ (= بندی که آب در آن جمع می‌شود)، بترونجین (= گرفتگی عضلات)، بَختَه (= گوسفند نر).
- پاسداری واژه‌هایی که امروزه رایج نیست اما در متون کهن پارسی به کار رفته است. مانند: اَندَر (= ناتنی) و مار اندر (= مادر ناتنی) که در متون به صورت «مایندر» به کار رفته است؛ ایکّه و ییکّه (= تنها) که در متون به صورت «یکّه» آمده است.
- پاسداری از واژه‌هایی که امروزه رایج نیست اما آشکار است که در زبان‌های ایرانی کهن –به ویژه زبان پهلوی- وجود داشته. مانند: زنگیچه zang-i-ča(= آرنج دست) که در پهلوی، جزء اول آن به صورت zang (= قوزک، مچ پا) آمده است.
- پاسداری واژه‌هایی که امروز، از میان رفته و پیشینهٔ آن‌ها شناخته نیست، اما گویا در زبان‌های کهن ایرانی ریشه داشته است. شناسایی این گروه از واژه‌ها، کاری بسیار دشوار است و محتمل است که واژه‌های الیفچ (= نوچ)، بیجه (= تمامی باقی‌ماندهٔ چیزی) و پَت (گره خورده و درهم‌پیچیده) از این گروه باشند.
- حفظ واژه‌هایی که امروزه رایج نیست اما ساخت و معنای آن‌ها معلوم است. مانند: بخ‌تره (= جالیز) مرکب از بیخ + تره، پرپری (= پروانه) مرکب از پر+پر+ی، پیناو (= آبی که در پایین‌تر از زمین قرار گرفته باشد) مرکب از پایین + آب.
- پاسداری واژه‌هایی که امروزه معنای کهن آن‌ها رایج نیست. مانند: اَموختَه (= دست‌آموز)، بُن (= نشستن‌گاه)، بود (= کامل).[۵۳]

## آثار گویش نیشابوری
گویش نیشابوریان در دوران حیات پر طول و دراز خود، محمل تولید آثار پرشماری بوده است که برخی از آنها به‌طور کامل به گویش نیشابوری نوشته یا تولید شده‌اند و در بعضی دیگر، نشانه‌ها یا کاربردهایی از گویش نیشابوری دیده می‌شود. در این بخش به معرفی آثار گویش نیشابوری پرداخته می‌شود:
- در جُنگِ خطی متعلق به کتابخانه آیت‌الله مرعشی، دوبیتی‌ای از «بلسان نیشابوری» مربوط به پیش از سال ۶۵۱ هجری در دست است که ایرج افشار، ضمن تقدیم به محمدرضا شفیعی کدکنی، آن را در ویژه‌نامه «گویش‌شناسی» نامه فرهنگستان به چاپ رسانیده است.[۵۴]
- قطعه‌شعری به گویش نیشابوری سده سیزدهم هجری از میرزاخان بدیعی نیشابوری در دست است که با این ابیات آغاز می‌شود:[۵۵]

| دوشنَه زِ دِرِ سُرا قرچَّست  |  | اَمَه بِ بَـرُم نُگار بِنچَست  |
| دَر دست گرُوفته شیشهٔ می |  | سِکُلَ نِه هوشیار و نِه مست |

- بخش هفتم کتاب «نیشابور؛ شهر فیروزه» فریدون گرایلی به نهادهای مردمی و فرهنگ عامیانه نیشابور پرداخته است. گرایلی در گفتار پایانی این بخش کوشش نموده مجموعه‌ای نمونه‌وار از لغات نیشابوری را به دست دهد و آرزو نموده است که با جمع‌آوری واژه‌های نشابوری، «فرهنگ مستقلی در این باره تدوین شود.»[۵۶]
- «از دیار نشابور» سروده‌های نشابوری اباصلت عبدی (زاده ۱۳۳۴ در نیشابور) است که به کوشش خانه فرهنگ شهرستان نیشابور در بهار سال ۱۳۷۰ منتشر شده است. عبدی در دیباچه این اثر، به بهره‌گیری از لغات، اصطلاحات، ضرب‌المثل‌ها، آداب و رسوم محلی نیشابور، در قالب اشعار طنز، اشاره نموده است. این کتاب؛ افزون بر ۵۰ سروده شاعر، واژه‌نامه‌ای مشتمل بر واژه‌ها و اصطلاحات خاص نیشابوری بکار رفته در متن اثر را نیز در بر می‌گیرد.[۵۷]
- «نیوشه: فرهنگوارهٔ ضرب‌المثل‌های نیشابوری» گردآوری محمد صادقی؛ مجموعه‌ای است مشتمل بر هزار و پانصد ضرب‌المثل نشابوری همراه با برگردان به فارسی، آوانویسی و شواهد شعری است که به ترتیب حروف‌الفبای کلمه آغازین هر مثل مرتب شده‌اند.[۵۸]
- «دیل و دیلبَر» دفتر شعر عباسعلی حشمتی (زاده ۱۳۳۰ روستای حصار در جنوب شهر نیشابور)؛ مشتمل بر ۱۸۸ دوبیتی و ۲۷ قطعه شعر بلند نشابوری است که نخستین بار سال ۱۳۸۶ به چاپ رسید.[۵۹]
- «سر کوی بلند؛ دوبیتی‌های محلی نشابوری» دفتر شعر عباسعلی حشمتی؛ این کتاب شعر که چاپ نخست آن به سال ۱۳۹۱ است؛ افزون بر دوبیتی‌ها، با شعرهای گویشی بلند شاعر، نوشتاری در معرفی بازی‌های محلی نیشابور و فرهنگ واژگان نشابوری در بخش‌های پایانی همراه شده است.[۶۰]
- «فرهنگ مردم بار» نوشته سیدحسن حسینی با نگرش فریدون جنیدی؛ محتوای این کتاب را که چاپ نخست آن به سال ۱۳۹۲ است می‌توان در دو بخش معرفی نمود، کتاب با نوشتارهایی پیرامون آیین‌ها و بازی‌های محلی شهر بار (در دامنه جنوبی کوهستان بینالود در شمال غربی شهر نیشابور) آغاز می‌شود و با واژه‌نامه گویشی و همچنین نگاره‌هایی از جامعه، آیین‌ها و چیزهای بومی بار به سرانجام می‌رسد.[۶۱]
- «ترانه‌های عامیانهٔ نیشابور؛ دوبیتی‌ها و لالایی‌ها»" گردآوری محمد صادقی (زادهٔ ۱۳۵۲ در نیشابور)؛ مجموعه‌ای از دوبیتی‌ها و لالایی‌های گویش نیشابوری است که با تحقیق میدانی، گردآوری شده‌اند. چاپ نخست این کتاب، در سال ۱۳۹۶ بوده است.[۶۲]
- جلد هشتم «دانشنامه نیشابور بزرگ» (۱۴۰۱ از انتشارات کمیسیون ملی یونسکو- ایران)[۶۳] که به کوشش عباس کرخی، اسدالله عربخانی، ابوالقاسم خاکساری، فاطمه ایبکی و محمد مولائی فراهم آمده؛ به زبان (گویش)، فرهنگ و آداب و رسوم و افسانه‌های نیشابوریان پرداخته است.[۶۴]